# Maurice Potter
Maurice Potter (Eaux-Vives, 16 september 1865 - Massengo (Gabon), 14 november 1898) was een Zwitsers tekenaar.

## Biografie
Maurice Potter was een zoon van Marc Adolphe Potter, een landschapsschilder, en van Louise Françoise Euphrosine Servettaz. Zijn vader leerde hem tekenen en schilderen. Potter was in 1897 lid van de Nijl-Congomissie onder leiding van de Franse koloniale ambtenaar Christian de Bonchamps. In die periode maakte hij in het bijzonder tekeningen in Djibouti, waaronder het eerste panorama van de stad.